# Vincent Chatelain
Vincent Chatelain est un animateur de télévision, journaliste et réalisateur français né le 9 février 1971 à Champigny-sur-Marne. Il anime On n'est pas que des cobayes ! entre septembre 2011 et juin 2015.

## Biographie
Vincent Chatelain commence sa carrière comme journaliste sur des radios telles que RTL, RTL2 ou Radio France pendant six ans. Puis il se tourne rapidement vers la télévision où il sera journaliste notamment sur E=M6 et Faits Divers.
En parallèle de sa carrière de journaliste et réalisateur, il devient chroniqueur dans l’émission On vous dit pourquoi sur France 2. Il est alors le teste-tout de cette émission de vulgarisation scientifique qui dure 3 ans et dont le nom change en Savoir plus science lors de la quatrième et dernière année de diffusion.
Il coanime également l’émission Légitimes dépenses sur France 2 où il est responsable du voyage puis devient en 2008 le nouvel animateur d’Intervilles Junior diffusé sur France 3 et Gulli[réf. nécessaire].
Toujours en 2008, il coanime sur le terrain un documentaire incarné de 90 minutes Les colères de la terre diffusé sur France 2.
Vincent Chatelain réalise ensuite plusieurs documentaires pour France Télévision dont La brigade des stupéfiants de Lyon, La brigade des mœurs de Lyon et un film sur le tremblement de terre à Haïti.
Il devient par la suite Grand voyageur pour Thalassa.
Dès 2011, il est animateur de l’émission d’expérimentation de France 5, On n'est pas que des cobayes !. Aux côtés d'Agathe Lecaron, de David Lowe, et depuis 2014 Elise Chassaing, il est le testeur de l’émission et prend des risques lors des expériences.
Il quitte l'émission On n'est pas que des cobayes ! à la fin de la saison 4, comme sa coéquipière Élise Chassaing et il sera remplacé en septembre 2015 par un ancien candidat de Koh-Lanta, Laurent Maistret.
Depuis septembre 2016, il anime la troisième saison d'Histoire de se balader sur France 3. Il remplace Emmanuel Maubert à la présentation.